# 国際連合安全保障理事会決議1441
国際連合安全保障理事会決議1441（こくさいれんごうあんぜんほしょうりじかいけつぎ1441、英: United Nations Security Council Resolution 1441）は、2002年11月8日に国際連合安全保障理事会で採択されたイラク・クウェート情勢に関する決議。略称はUNSCR1441。

## 概要
国連安保理決議1441は、イラクの武装解除を求めるもの。イラクが武装解除義務の重大な不履行を続けていると判断し、さらなる情報開示と査察の全面受入れを求めた。イラクは同年11月13日に受託し、11月27日には1998年以来退去していた国連の武器査察団が査察を再開することになった。決議は全会一致で採択された。

## 主な内容
- イラクが武装解除義務の重大な不履行を続けていると判断
- イラクに、大量破壊兵器および関連計画について全面的かつ完全な申告を30日以内に提出するよう要求
- イラクに、直ちに無制限無条件で国連の査察に協力することを要求
- イラクに、順守の最後の機会を与えたと警告
- 以前の決議（決議1154）で査察の対象外とされていた大統領施設についても査察を認めるよう要求
- イラクの違反が続いた場合、それがイラクに対して重大な帰結をもたらしうるものだと再三警告したことを想起

## 履行
決議の採択後の11月11日には国民議会でこの国連決議の拒否が採択され、サッダーム・フセイン大統領に最終決定をゆだねる動議を全会一致で採択した。11月13日にサッダーム・フセイン大統領はこの決議を受け入れることを表明した。
11月末には国連査察団のイラク国内立ち入りが行われた。国際連合監視検証査察委員会のハンス・ブリックス委員長と国際原子力機関のモハメド・エルバラダイ事務局長が先遣隊としてイラクに入国し、同月25日から査察団が入国、27日から査察が開始された。当初は少人数で行われていたが、12月に入ると85から100人規模に拡大された。しかし査察対象施設は1,000以上あったため、決議で定められた2003年1月27日までの最終報告書の提出は不可能であった
12月7日には決議に基づいてイラク政府が大量破壊兵器に関する申告書を提出したが、この申告書は1万3,000ページにのぼった。アメリカ合衆国のパウエル国務長官は即座にこれをイラク側の時間稼ぎだと批判し、その2週間後である12月19日には、生物兵器や化学兵器の申告がないとして決議で示された「重大な違反」であるとした。この翌日にブリックス委員長は、申告書には新しい情報が記載されていないとしてイラク政府を批判したものの「重大な違反」であるとの認識は示さなかった。
12月27日にはイラク人科学者へのインタビューが開始された。翌28日にはイラク政府より500人以上にのぼる大量破壊兵器関連の科学者・技術者リストが提出された。
2003年1月9日には査察団による安全保障理事会への中間報告が行われた。この中でブリックス委員長は、イラク政府が提出した申告書の内容が不満であるとしながらもイラクが大量破壊兵器を保有しているという確証を得られなかったとした。
最終報告書の提出期限である1月27日が迫るなか、1月15日には空の化学兵器弾頭11基が発見され、その4日後にはさらに4基が発見された。国際連合監視検証査察委員会の設置が定められた国際連合安全保障理事会決議1284では国際連合監視検証査察委員会の活動は120日とされており、これに従えば3月末までは査察活動を行うことが出来たが、アメリカは新しい決議である1441に従うのは当然であるとして1月27日までの最終報告を主張した。これにはフランスやロシア、ドイツが抵抗したが、最終報告は1月27日に安全保障理事会に提出された。
しかし、査察団は最終報告後もイラク国内で査察を行っていた。2月10日にはフランス、ロシア、ドイツは査察継続を求める共同宣言を行い、これを受けて査察団は2月14日に追加報告を国連で行った。この報告後、安全保障理事会では理事国の演説が行われ、アメリカ、イギリス、スペイン以外のすべての理事国が査察の継続を主張した。
3月7日には査察団による再追加報告が行われ、査察継続が求められたが、3月17日、アメリカは外交交渉の打ち切りを宣言し、同日夜にはイラクに対して軍事攻撃を開始する旨の最後通告を行ったため、査察団はイラク国外に退去した。